# 컬럼비아 주립 대학교
컬럼비아 주립 대학교(Columbia State University)는 미국의 졸업장 판매를 위한 학교 (학위남발학교)였다. 주립(State)이라고는 되어있지만 주립 대학과는 전혀 상관이 없으며, 루이지애나 주소를 갖고 있는 유령 사립학교로 1998년에 정부에 의해 강제 폐교된 통신 학교이다. 미 상원 청문회에서 이곳에서 일했던 전 직원이 증언하기를 이 학교는 교수진, 커리큘럼, 교과목, 시험, 채점, 교육시설, 도서관, 정식 인가 등이 전혀 없었다고 한다.